# Calommata sundaica
Espèce
Synonymes
- Pelecodon sundaicus Doleschall, 1859

Calommata sundaica est une espèce d'araignées mygalomorphes de la famille des Atypidae.

## Distribution
Cette espèce se rencontre en Indonésie à Java et à Sumatra et en Israël,,.

## Publication originale
- Doleschall, 1859 : Tweede Bijdrage tot de Kenntis der Arachniden van den Indischen Archipel. Acta Societatis Scientiarum Indo-Neerlandicae, vol. 5, p. 1-60 (texte intégral).